# Выдержанный (эсминец)
«Выдержанный» (с 20 февраля 1967 — «Дальневосточный комсомолец») — эскадренный миноносец проекта 56 (код NATO — «Kotlin class destroyer»).

## История строительства
Зачислен в списки ВМФ ВС Союза ССР 15 сентября 1953 года. Заложен на заводе № 199 им. Ленинского комсомола в Комсомольске-на-Амуре 30 июня 1956 года (строительный № 87), закладка была официальной и производилась при 20 % готовности корпуса. «Выдержанный» спущен на воду 23 июля 1957 года, 14 сентября на корабле поднят советский военно-морской флаг, 27 октября вышел на государственные испытания. Эскадренный миноносец принят флотом 21 декабря 1957 года и вступил в состав Советского Военно-Морского Флота 30 января 1958 года.

## Служба
Корабль после вступления в строй вошёл в состав 175 БЭМ Тихоокеанского флота ВМФ СССР. В 1958 году находился в автономном плавании по маршруту залив Стрелок — Камчатка — вокруг Японии — залив Стрелок, 30 декабря 1958 завоевал приз «За отличную службу». 6 октября 1959 в акватории залива Петра Великого в присутствии Н. С. Хрущёва и С. Г. Горшкова обеспечивал показательные ракетные стрельбы с подводной лодки проекта АВ611 «Б-62» и эсминца проекта 56М «Неудержимый». С 8 ноября по 8 декабря находился в походе под флагом вице-адмирала Фо́кина, в период с 17 по 21 ноября нанёс визит в Джакарту (Индонезия). По итогам года признан лучшимс кораблём на Тихоокеанском флоте; 13 января 1960 корабль награждён грамотой Главнокомандующего ВМФ за 1-е место в боевой подготовке, с 30 июля — «отличный» корабль. 12 февраля 1962 года «Выдержанный» посетил министр обороны и начальник главного политуправления.
В сентябре — ноябре 1963 года эскадренный миноносец находился в автономном плавании в районе Курильских островов с заходом в Петропавловск-Камчатский. 7 марта 1964 года корабль посетил космонавт Герман Титов.
В период с 10 по 20 апреля 1964 года «Выдержанный» сопровождал в Индонезию после ремонта крейсер «Орджоникидзе» («Ириан»). 20 января 1965 года корабль встал на текущий ремонт на «Дальзаводе», в котором находился до 21 января 1966 года. С 17 мая по 3 июня и с 6 по 25 июля 1966 года «Выдержанный» нёс боевую службу в Японском море. 31 августа 1966 года эсминец был включён в состав 201-й бригады 9 диПЛК; с 15 октября по 15 ноября нёс боевую службу в Филиппинском море, занял второе место в ВМФ Союза по тактической и огневой подготовке, признан «отличным» кораблём.
20 февраля 1967 года приказом Главнокомандующего ВМФ получил новое имя — «Дальневосточный комсомолец».
В 1968 году «Дальневосточный комсомолец» занимался отработкой огневой поддержки десанта. С 20 апреля по 4 мая 1969 года выполнял задачи боевой службы в Японском море; с 12 по 29 апреля 1970 года принимал участие в учениях «Океан». В период с 5 ноября 1970 по 3 октября 1972 года корабль прошёл переоборудование на СРЗ № 178; 15 марта 1972 года включён в состав 10 ОПЭСК, 2 января 1973 года включён в состав 175 БРК.
С 25 апреля 1973 года «Выдержанный» выполнял задачи боевой службы в Индийском океане: с 8 по 14 октября нанёс визит в порт Коломбо (Шри-Ланка), пересёк экватор пошёл в порт Луи вернулся к о. Цейлон где встретил эскадру Американских кораблей и выполняя боевые задачи по слежению за действиями Американской эскадры в индийском океане в течение 1 месяца, пошёл в порт с 20 по 24 декабря посетил Умм-Каср (Ирак), с 13 по 19 февраля 1974 года посетил порт Массауа (Эфиопия), заходил в Аден, Берберу и Мадрас, и 11 июня 1974 года вернулся во Владивосток. За время боевой службы за 402 ходовых суток прошёл 41 388 морских миль.
С 11 по 28 апреля 1975 года эсминец находился в отряде слежения за ПЛА в Филиппинском море (кораблём пройдено 5630 морских миль); в июне этого же года участвовал в учениях «Амур». В период с марта 1976 по 18 мая 1977 года находился на ремонте. 24 апреля 1979 года корабль включён в состав 193 БПЛК 10 ОПЭСК. В 1983 году переведён в резерв.
25 апреля 1989 года приказом министра обороны СССР «Дальневосточный комсомолец» переформирован в плавучую казарму ПКЗ-7. Исключён из списков ВМФ России 29 июня 1993 года, в декабре 1994 года законвертован на «Дальзаводе» и уведён в Китай на слом.

## Особенности конструкции
«Выдержанный» вступил в строй с обтекателями гребных валов, одним балансирным рулём, с фок-мачтой новой, облегченной и усиленной конструкции, с РЛС «Фут-Н» (вместо полагающейся по проекту РЛС «Риф») и с РЛС «Якорь-М2» (вместо РЛС «Якорь-М»). Перед передачей флоту на корабле были усилены конструкции носовой надстройки. Во время проведения первого среднего ремонта (с 20 января 1965 по 21 января 1966) в корме корабля (над шточными бомбометами) смонтировали взлётно-посадочную площадку (ВПП) для предполагавшихся испытаний беспилотного вертолета. В течение второго среднего ремонта (с 5 ноября 1970 по 3 октября 1972) на «Выдержанном» была заменена РЛС «Нептун» (на две РЛС «Дон» с антенным постом на фок-мачте), установлена система кондиционирования воздуха боевых постов (из шести кондиционеров японского производства), на средней надстройке в районе кормового котельного кожуха были смонтированы две спаренные 25-мм АУ 2М-ЗМ, установили станцию теплового следа МИ-110К, оборудовали закрытый ходовой мостик и демонтировали ВПП.

## Известные командиры
Кораблём командовали:
- на 1958 год — капитан-лейтенант Г. П. Копылов[1];
- на 1960 год — капитан 3-го ранга М. Т. Алексеев[1];
- на 1967 — капитан 2-го ранга А. Матвеев[1];
- на 1974 год — капитан 3-го ранга Н. И. Малинка[1];
- на май 1981 — капитан 2-го ранга А. Ремез[1]
- на 1983 год — капитан 3-го ранга Самсонов

## Бортовые номера
В ходе службы эсминец сменил ряд следующих бортовых номеров:
| - № 483 (1959); - № 066 (1966); - № 492 (1968); - № 427 (1969); - № 401 (1970); - № 450 (1972); - № 450 (1974); - № 450 (1977); - № 720 (1983); - № 796 (1986); - № 769 (1987); - № 781 (1989). |